# Didymoglossum angustifrons
Didymoglossum angustifrons là một loài dương xỉ trong họ Hymenophyllaceae. Loài này được Fée mô tả khoa học đầu tiên năm 1866.